# ريو جاي-مون
ريو جاي-مون (الكورية: 류재문) هو لاعب كرة قدم كوري جنوبي في مركز الوسط، ولد في 8 نوفمبر 1993 في كوريا الجنوبية. شارك مع منتخب كوريا الجنوبية تحت 20 سنة لكرة القدم. أما مع النوادي، فقد لعب مع نادي دايجو.

## وصلات خارجية
- ريو جاي-مون على موقع دوري كوريا الجنوبية (الإنجليزية)
- ريو جاي-مون على موقع قاعدة بيانات كرة القدم.إي يو (الإنجليزية)
- ريو جاي-مون على موقع Soccerway.com (الإنجليزية)